# Stichlův Mlýn
Stichlův Mlýn, též Štichlův mlýn (německy Stichelmühle) je zaniklá samota a vesnice v okrese Karlovy Vary. Dnes je součástí katastrálního území obce Andělská Hora.

## Geografie a přírodní poměry
Zaniklá osada se nacházela ve svažitém terénu přibližně jeden kilometr severovýchodně od Andělské Hory při rozhraní geomorfologických celků Slavkovský les a Doupovské hory při okraji vojenského újezdu Hradiště. Územím protéká v hluboce zařízlém údolí Dubinský potok.

## Historie
Na místě zaniklé osady byl v roce 1660 vybudován mlýn mlynáře Stiechla, jehož řemeslu se pak věnovaly i další generace po něm. Součástí celé osady pak byly kupříkladu dva hostince, hájovna a několik obytných domů.
Osada bývala rozdělena mezi dvě správní obce Andělskou Horu a Činov, většinově spadala pod Andělskou Horu.
V roce 1932 mlýn vyhořel a již nebyl obnoven. Po nuceném odsunu německého obyvatelstva po druhé světové válce se osada vylidnila a již nebyla dosídlena. Její definitivní zkázu přinesl vznik Vojenského újezdu Hradiště.

## Současnost
V současné době se na místě osady nachází zastřešené posezení, několik rozvalin a také obnovená kaple Panny Marie. Z Andělské Hory se na toto místo lze dostat po žluté turistické trase, Stichlův mlýn se také nachází na trase naučné stezky Andělská Hora – Kyselka. Vedle naučné stezky z Andělské Hory ke Stichlovo Mlýnu byla umístěna kamenná zárubeň ze zaniklého kostela svatého Martina, který stával v nedaleké, rovněž zaniklé obci Činov.

## Pamětihodnosti
V roce 1851 nechal tehdejší majitel mlýna Johann Schöttner uprostřed osady v blízkosti mlýna vystavět kapli zasvěcenou Panně Marii. Její oltář zdobila dřevěná plastika Matky Boží, kopie sošky Panny Marie Příbramské. Po druhé světové válce přestala být kaple v opuštěné osadě udržována a postupně zchátrala. Mezi lety 2009–2011 se dočkala rekonstrukce. Slavnostní odhalení a vysvěcení opravené kaple proběhlo dne 10. září 2011. Znovuvysvěcení kaple provedl za účasti veřejnosti světící farář monsignor Josef Mixa ze Stanovic, do jehož farnosti Andělská Hora spadá.